# 1.ª etapa de la Vuelta a España 2018
La 1.ª etapa de la Vuelta a España 2018 tuvo lugar el 25 de agosto de 2018 en Málaga y consistió en una contrarreloj individual sobre una distancia de 8 km y fue ganada por el ciclista australiano Rohan Dennis del equipo BMC Racing, quien se convirtió en el primer líder de la edición 2018.

## Clasificación de la etapa
| \| Clasificación de la etapa \| Clasificación de la etapa \| Clasificación de la etapa \| Clasificación de la etapa \| Clasificación de la etapa \| \| Ciclista \| Ciclista \| Equipo \| Tiempo \| \| \| ------------------------- \| ------------------------- \| ------------------------- \| ------------------------- \| ------------------------- \| \| 1.º \| Rohan Dennis \| BMC Racing Team \| 9 min 39 s \| \| \| 2.º \| Michał Kwiatkowski \| Team Sky \| + 6 s \| \| \| 3.º \| Victor Campenaerts \| Lotto-Soudal \| + 7 s \| \| \| 4.º \| Nélson Filippe Oliveira \| Movistar Team \| + 17 s \| \| \| 5.º \| Dylan van Baarle \| Team Sky \| + 20 s \| \| \| 6.º \| Alessandro De Marchi \| BMC Racing Team \| + 21 s \| \| \| 7.º \| Jonathan Castroviejo \| Team Sky \| + 21 s \| \| \| 8.º \| Simon Geschke \| Team Sunweb \| + 21 s \| \| \| 9.º \| Ion Izagirre \| Bahrain-Merida \| + 22 s \| \| \| 10.º \| Wilco Kelderman \| Team Sunweb \| + 22 s \| \| |                         |                 |            |
| |                         |                 |            |
| Fuente: ProCyclingStats |                         |                 |            |
| Clasificación de la etapa |                         |                 |            |
| Ciclista | Ciclista                | Equipo          | Tiempo     |
| 1.º | Rohan Dennis            | BMC Racing Team | 9 min 39 s |
| 2.º | Michał Kwiatkowski      | Team Sky        | + 6 s      |
| 3.º | Victor Campenaerts      | Lotto-Soudal    | + 7 s      |
| 4.º | Nélson Filippe Oliveira | Movistar Team   | + 17 s     |
| 5.º | Dylan van Baarle        | Team Sky        | + 20 s     |
| 6.º | Alessandro De Marchi    | BMC Racing Team | + 21 s     |
| 7.º | Jonathan Castroviejo    | Team Sky        | + 21 s     |
| 8.º | Simon Geschke           | Team Sunweb     | + 21 s     |
| 9.º | Ion Izagirre            | Bahrain-Merida  | + 22 s     |
| 10.º | Wilco Kelderman         | Team Sunweb     | + 22 s     |

## Clasificaciones al final de la etapa

### Clasificación general
| \| Clasificación general \| Clasificación general \| Clasificación general \| Clasificación general \| Clasificación general \| \| Ciclista \| Ciclista \| Equipo \| Tiempo \| \| \| --------------------- \| ----------------------- \| --------------------- \| --------------------- \| --------------------- \| \| 1.º \| Rohan Dennis \| BMC Racing Team \| 9 min 39 s \| \| \| 2.º \| Michał Kwiatkowski \| Team Sky \| + 6 s \| \| \| 3.º \| Victor Campenaerts \| Lotto-Soudal \| + 7 s \| \| \| 4.º \| Nélson Filippe Oliveira \| Movistar Team \| + 17 s \| \| \| 5.º \| Dylan van Baarle \| Team Sky \| + 20 s \| \| \| 6.º \| Alessandro De Marchi \| BMC Racing Team \| + 21 s \| \| \| 7.º \| Jonathan Castroviejo \| Team Sky \| + 21 s \| \| \| 8.º \| Simon Geschke \| Team Sunweb \| + 21 s \| \| \| 9.º \| Ion Izagirre \| Bahrain-Merida \| + 22 s \| \| \| 10.º \| Wilco Kelderman \| Team Sunweb \| + 22 s \| \| |                         |                 |            |
| |                         |                 |            |
| Fuente: ProCyclingStats |                         |                 |            |
| Clasificación general |                         |                 |            |
| Ciclista | Ciclista                | Equipo          | Tiempo     |
| 1.º | Rohan Dennis            | BMC Racing Team | 9 min 39 s |
| 2.º | Michał Kwiatkowski      | Team Sky        | + 6 s      |
| 3.º | Victor Campenaerts      | Lotto-Soudal    | + 7 s      |
| 4.º | Nélson Filippe Oliveira | Movistar Team   | + 17 s     |
| 5.º | Dylan van Baarle        | Team Sky        | + 20 s     |
| 6.º | Alessandro De Marchi    | BMC Racing Team | + 21 s     |
| 7.º | Jonathan Castroviejo    | Team Sky        | + 21 s     |
| 8.º | Simon Geschke           | Team Sunweb     | + 21 s     |
| 9.º | Ion Izagirre            | Bahrain-Merida  | + 22 s     |
| 10.º | Wilco Kelderman         | Team Sunweb     | + 22 s     |

### Clasificación por puntos
| Clasificación por puntos | Clasificación por puntos | Clasificación por puntos | Clasificación por puntos | Clasificación por puntos |
| Ciclista                 | Ciclista                 | Equipo                   | Puntos                   |                          |
| ------------------------ | ------------------------ | ------------------------ | ------------------------ | ------------------------ |
| 1.º                      | Rohan Dennis             | BMC Racing Team          | 25 pts                   |                          |
| 2.º                      | Michał Kwiatkowski       | Team Sky                 | 20 pts                   |                          |
| 3.º                      | Victor Campenaerts       | Lotto-Soudal             | 16 pts                   |                          |
| 4.º                      | Nélson Filippe Oliveira  | Movistar Team            | 14 pts                   |                          |
| 5.º                      | Dylan van Baarle         | Team Sky                 | 12 pts                   |                          |
| 6.º                      | Alessandro De Marchi     | BMC Racing Team          | 10 pts                   |                          |
| 7.º                      | Jonathan Castroviejo     | Team Sky                 | 9 pts                    |                          |
| 8.º                      | Simon Geschke            | Team Sunweb              | 8 pts                    |                          |
| 9.º                      | Ion Izagirre             | Bahrain-Merida           | 7 pts                    |                          |
| 10.º                     | Wilco Kelderman          | Team Sunweb              | 6 pts                    |                          |

### Clasificación por equipos
| Clasificación por equipos | Clasificación por equipos | Clasificación por equipos | Clasificación por equipos |
| Equipo                    | Equipo                    | Tiempo                    |                           |
| ------------------------- | ------------------------- | ------------------------- | ------------------------- |
| 1.º                       | BMC Racing Team           | 29 min 40 s               |                           |
| 2.º                       | Sky                       | + 4 s                     |                           |
| 3.º                       | Movistar Team             | + 21 s                    |                           |
| 4.º                       | Team Sunweb               | + 28 s                    |                           |
| 5.º                       | Lotto Soudal              | + 35 s                    |                           |
| 6.º                       | Trek-Segafredo            | + 37 s                    |                           |
| 7.º                       | Bahrain-Merida            | + 39 s                    |                           |
| 8.º                       | Mitchelton-Scott          | + 44 s                    |                           |
| 9.º                       | Dimension Data            | + 50 s                    |                           |
| 10.º                      | Quick-Step Floors         | + 51 s                    |                           |

## Abandonos
Ninguno.